# Pier Gabriele Goidanich
Pier Gabriele Goidanich (Volosca, 30 luglio 1868 – Bologna, 27 ottobre 1953) è stato un glottologo e politico italiano.

## Biografia

### Gli anni giovanili e della formazione
Nato a Volosca, cittadina situata nel Golfo del Quarnero a pochi chilometri da Fiume, dai lussignani Pietro e Antonella Stuparich, si diplomò nel ginnasio liceo di Capodistria, passando in seguito con la sua famiglia dall'Impero austro-ungarico in Italia in quanto profugo politico.
Laureatosi a Milano alla scuola dell'Ascoli, vinse poi il perfezionamento alla Normale di Pisa. Insegnò in seguito in vari ginnasi del Mezzogiorno, vivendo per otto anni in Campania. A Salerno diede alle stampe nel 1893 il suo primo lavoro di glottologia: La gutturale e la palatina nei plurali dei nomi toscani della prima e seconda declinazione.

### L'esperienza universitaria e la produzione scientifica
Nel 1899 Goidanich conseguì la libera docenza di storia comparata delle lingue classiche e neolatine nell'Università di Pisa, passando poi nel 1906 ad insegnare a Bologna, ove visse fino al collocamento a riposo nel 1938.
Dal Volume XVII fu direttore dell'Archivio glottologico italiano - la rivista fondata nel 1873 dall'Ascoli - passando in seguito alla condirezione dal volume XX (1926).
Goidanich fu uno dei più importanti e conosciuti glottologi europei del suo tempo, caratterizzato per un approccio fortemente scientifico fondato su solide basi dottrinali, che si contrapponeva alla "glottologia idealistica" comune soprattutto alla fine del XIX secolo: la scuola glottologica cui appartenne venne detta dei "neogrammatici".
Fu socio effettivo dell'Accademia delle scienze dell'Istituto di Bologna (1921), socio nazionale dell'Accademia dei Lincei (16 giugno 1936), membro dell'Accademia della Crusca, socio della Deputazione di storia patria per l'Emilia.
I suoi studi si impegnarono sia nel campo indoeuropeo, specialmente nell'italico (Studi di latino arcaico, 1902), sia in quello romanzo (rumeno, dialetti italiani, origini della neolatinità).
Sua è la Grammatica della lingua italiana, riveduta, corretta e ristampata per decenni col suo nome fino alla fine degli anni '60 del XX secolo.
Il 20 ottobre 1939 venne nominato Senatore del Regno, prendendo possesso della carica col giuramento del 21 novembre dello stesso anno.
Deferito all'Alta Corte di Giustizia per le Sanzioni contro il Fascismo nel 1944, venne inserito fra quei senatori responsabili di "aver mantenuto il fascismo e resa possibile la guerra sia coi loro voti, sia con azioni individuali, tra cui la propaganda esercitata fuori e dentro il Senato", ma la richiesta di decadenza venne rigettata il 14 novembre 1945.
Morì a Bologna il 27 ottobre 1953.